# Uniwersytet Emi Koussi
Uniwersytet Emi Koussi (UNEK) – prywatna uczelnia w Ndżamenie, stworzona i autoryzowana w 2011 dekretem Ministerstwa Szkolnictwa Wyższego.
Oferuje ponad 40 programów nauczania na studiach licencjackich i magisterskich na dwóch wydziałach: Wydziale Nauk Humanistycznych, Prawa i Zarządzania oraz Wydziale Nauki i Technologii.
UNEK wyróżnia się, spośród innych instytucji szkolnictwa wyższego w Czadzie, metodami zarządzania pedagogicznego, które łączą badania i pracę praktyczną w rzeczywistych realiach. Zapewnia studentom sukces w zakresie integracji nabytej wiedzy w życiu zawodowym, szczególnie w sektorze bankowym, finansowym, prawnym, komunikacyjnym i stosunkach międzynarodowych. Osiąga to dzięki praktyce nabytej w czasie studiów oraz ścisłej współpracy z instytucjami i przemysłem.

## Wydziały

### Wydział Nauk Humanistycznych, Prawa i Zarządzania
- Katedra Geografii
- Katedra Prawa i Nauk Politycznych
- Katedra Nauk Ekonomicznych i Zarządzania
- Katedra Nauk Informacyjnych i Komunikacyjnych

### Wydział Nauki i Technologii
- Katedra Biologii i Zdrowia Człowieka
- Katedra Inżynierii Lądowej
- Katedra Informatyki

## Współpraca
W 2017 Uniwersytet Emi Koussi podpisał umowę partnerską z tunezyjskim Uniwersytetem Sfax. Jest to efekt dążenia, założyciela i prezesa UNEK Allaridji Koné, do współpracy z wiodącymi uniwersytetami i uczelniami na całym świecie oraz zapewnienie studentom wysokiej jakości szkoleń.
Współpraca z Uniwersytetem Sfax umożliwi wymianę studentów a uzyskany dyplom będzie zawierał loga obu uczelni.